# ボクたちのドラマシリーズ
「ボクたちのドラマシリーズ」は、1992年10月から1993年3月までの「木曜20時枠」と、1993年10月から1994年3月までの「土曜20時枠」に、フジテレビ系列で放送されたテレビドラマ作品の総称。
10代の少年少女（ティーンエイジ層）をターゲットにした連続ドラマが制作され、全部で8作品が放送された。

## 企画・制作
1992年秋、フジテレビは『世にも奇妙な物語』レギュラー放送終了後の「木曜20時枠」を当初は『if もしも』を放送する予定だったが、制作の準備が間に合わないため放送を延期し、半年間「木曜20時枠」を10代の少年少女（ティーンエイジ層）をターゲットにしたドラマを制作した。「ボクたちのドラマシリーズ」と題し、1作品5話完結という方式で連続ドラマが放送され、売り出し中の若手や新人の俳優・女優・アイドルを積極的にキャスティングした。
1993年春に一度休止するが、6月末に『ウッチャンナンチャンのやるならやらねば!』が撮影中に死亡事故を起こして打ち切りとなったことで、その後番組として秋から「土曜20時枠」にて再び半年間制作された。一方、木曜20時枠は事実上の枠交換を行う形でバラエティ番組『ビートたけしのつくり方』が半年間放送され、前述のウッチャンナンチャンがレギュラー出演することとなった。
1995年から1997年まで「ぼくたちの映画シリーズ」が制作された。
VHS化はされているが、DVD化は実現していない。
- ボクたちのドラマシリーズ（第1シーズン）
  - 『放課後』（1992年10月15日 - 11月12日放送）
  - 『その時、ハートは盗まれた』（1992年11月19日 - 12月17日放送）
  - 『白鳥麗子でございます!』（第1シリーズ）（1993年1月14日 - 2月11日放送）
  - 『お願いダーリン!』（1993年2月18日 - 3月18日放送）
- ボクたちのドラマシリーズ（第2シーズン）
  - 『白鳥麗子でございます!』（第2シリーズ）（1993年10月16日 - 11月20日放送）
  - 『お願いデーモン!』（1993年11月27日 - 12月25日放送）
  - 『幕末高校生』（1994年1月15日 - 2月12日放送）
  - 『時をかける少女』（1994年2月19日 - 3月19日放送）

## 第1シーズン
- 放送期間：1992年10月 - 1993年3月
- 放送時間：「木曜20時枠」（毎週木曜 20:00 - 20:54）

### 放課後
- 放送期間：1992年10月15日 - 11月12日（全5話）

キャスト
- 秋山あずさ：観月ありさ
- 高本浩平：いしだ壱成
- 若宮奈美（あずさの親友）：諸岡菜穂子
- 本庄司（生徒会長）：武田真治
- 坂浦祐（浩平のクラスメイトでバンド仲間）：葛山信吾
- 菊地啓太（浩平のクラスメイトでバンド仲間）：阿久津健太郎
- 前田洋治（浩平のクラスメイトでバンド仲間）：河相我聞
- あずさのクラスメイトで友達：篠原涼子、吉沢瞳、芦田真奈、高見沢杏奈、福田浩子
- 水原とき子（教師）：橘ゆかり
- 吉崎大輔（教師）：鶴田忍
- 秋山光江（あずさの母）：田島令子
- 秋山宗一郎（あずさの父）：梅宮辰夫
- 高本郁子（浩平の母）：もたいまさこ
- 高本正平（浩平の父）：森本レオ
- 高本じゅんぺい（浩平の弟）：鎌手宣行
- 八木沢稔（バーのマスター）：松崎しげる
- P’sDinnerの店員：アンバランス（黒川忠文、山本栄治）
- 電気工事業者：蛭子能収、神戸浩

スタッフ
- 原作：山中恒『おれがあいつであいつがおれで』（旺文社刊）
- 脚本：戸田山雅司
- 演出：星護、小椋久雄
- 音楽：T-SQUARE「Royal Philharmonic Orchestra『CLASSICS』より」（Sony Records）
- 音楽・オーケストレーション：奥慶一
- 主題歌：観月ありさ「SHAKE YOUR BODY FOR ME」（日本コロムビア）
- 技斗：橋本春彦
- 技術協力：バスク
- 美術協力：フジアール
- スタジオ：砧スタジオ
- 企画：石原隆
- プロデュース：塩沢浩二、黒田徹也
- 制作：フジテレビ、共同テレビ

サブタイトル
1. LESSON.1
2. カノジョのカラダに手を出すな
3. 初めての告白
4. 何よりも大事な事
5. きっとまた会える

### その時、ハートは盗まれた
- 放送期間：1992年11月19日 - 12月17日（全5話）

キャスト
- 椎名裕子：一色紗英
- 麻生早紀：内田有紀
- 片瀬雅人：木村拓哉

スタッフ
- 脚本：北川悦吏子
- 演出：本間欧彦、金澤克次
- 音楽：長谷部徹
- 主題歌：松任谷由実「冬の終り」（東芝EMI）
- 企画：石原隆
- プロデュース：佐藤敦、両沢和幸
- 制作：フジテレビ、にっかつ撮影所

サブタイトル
1. ファースト・キス
2. 恋愛は戦いだ!
3. あぶない趣味
4. 自殺未遂
5. キスの秘密

### 白鳥麗子でございます!（第1シリーズ）
- 放送期間：1993年1月14日 - 2月11日（全5話）

キャスト
- 白鳥麗子：松雪泰子
- 秋本哲也：萩原聖人
- 高田：彦摩呂
- 京子：小松千春
- うずまき ：美保純

スタッフ
- 原作：鈴木由美子『白鳥麗子でございます!』（講談社刊）
- 脚本：中園美保、岡田惠和、鈴木由美子
- 演出：鈴木雅之、小椋久雄
- 主題歌：ZARD「負けないで」（B-Gram RECORD）
- 演出補：小池哲夫
- 企画：石原隆
- プロデュース：塩沢浩二、黒田哲也
- 制作：フジテレビ、共同テレビ

サブタイトル
1. ホーッホッホッ
2. Hのしかた教えて
3. 涙のバレンタイン
4. 彼の実家に行く
5. よくってよ、よくってよ

### お願いダーリン!
- 放送期間：1993年2月18日 - 3月18日（全5話）

キャスト
- 中山（福原）香織：高橋由美子
- 福原啓介：森脇健児
- 長沢徹：西島秀俊
- 西寺陽子：井上晴美
- 郡山先生：志垣太郎
- 陽子の取巻き役の一人：松嶋菜々子

スタッフ
- 脚本：山崎淳也
- 演出：中江功、小林淳郎
- 音楽：矢口博康
- 主題歌：高橋由美子「Good Love」（ビクターエンタテインメント）
- プロデュース：大多亮、喜多麗子
- 制作：フジテレビ

| フジテレビ系 木曜20時枠の連続ドラマ | フジテレビ系 木曜20時枠の連続ドラマ      | フジテレビ系 木曜20時枠の連続ドラマ |
| 前番組                              | 番組名                                   | 次番組                              |
| ----------------------------------- | ---------------------------------------- | ----------------------------------- |
| 世にも奇妙な物語 （第3シリーズ）    | ボクたちのドラマシリーズ （第1シーズン） | If もしも                           |

## 第2シーズン
- 放送期間：1993年10月 - 1994年3月
- 放送時間：「土曜20時枠」（毎週土曜 20:00 - 20:54）

「ドハチはボクドラ」というキャッチコピーで、松雪泰子、戸田菜穂、細川ふみえ、内田有紀の4人が番宣CMで派手に宣伝した。土曜20時枠の連続ドラマは『あいつがトラブル』以来である。

### 白鳥麗子でございます!（第2シリーズ）
- 放送期間：1993年10月16日 - 11月20日（全6話）

キャスト
- 白鳥麗子：松雪泰子
- 秋本哲也：松岡俊介
- かきつばたあやめ：田中律子
  - 哲也役が萩原聖人から松岡俊介に交代。麗子のライバル・あやめ役で田中律子が加わった。

スタッフ
- 原作：鈴木由美子『白鳥麗子でございます!』（講談社刊）
- 脚本：岡田惠和、田辺満
- 演出：鈴木雅之、村上正典
- 主題歌：ZARD「きっと忘れない」（B-Gram RECORDS）
- 企画：石原隆
- プロデュース：小椋久雄
- 制作：フジテレビ、共同テレビ

サブタイトル
1. ほーほっほっほっほっほっほっほっほっ
2. 涙の失恋記念日
3. うわさ話に弱い
4. 女同志の友情ね
5. 怒ってる怒ってる
6. きっと忘れない

### お願いデーモン!
- 放送期間：1993年11月27日 - 12月25日（全5話）

キャスト
- 岸森早苗：戸田菜穂
- 出門一郎：森脇健児
- 出門明日美：大路恵美
- 高橋修平：香取慎吾
- 甲盛夫：志垣太郎
  - 『お願いダーリン!』と同じコミカル路線だが設定等がまったく異なる。ダーリン!より引き続き森脇、志垣、渡嘉敷勝男らが出演している。

スタッフ
- 脚本：山崎淳也
- 演出：中江功、小林淳郎
- 音楽：長谷部徹
- 主題歌：モダンチョキチョキズ「自転車に乗って」（Ki/oonソニー）
- プロデュース：杉尾敦弘、森谷雄
- 制作：フジテレビ

サブタイトル
1. 私達、アクマで悪魔です!
2. 水泳大会!女子高生・水着で全員集合!!
3. 桃色パーティーナイトは大騒ぎ!!
4. 同棲・同居どちらがエッチ?
5. 雪降る聖夜、別れの口づけを

### 幕末高校生
- 放送期間：1994年1月15日 - 2月12日（全5話）

キャスト
- 大原メグ：細川ふみえ
- 川内雄輔：武田真治
- 柳沢沙織：小林恵
- 小松原誠：山本太郎
- 宮沢先生・大黒屋（悪徳商人）：伊武雅刀（二役）
- 佐久間象山：石橋蓮司
- 坂本竜馬：仲村トオル

スタッフ
- 原案協力：眉村卓
- 脚本：中村功一、山田章治、武上純希
- 演出：星護、辻野正人
- 音楽：T-SQUARE
- 主題歌：西司「ぼくらのヒストリー」
- 企画：石原隆
- プロデュース：手塚治、上阪久和、髙寺成紀、上木則安
- 制作協力：共同テレビ、東映（東映京都撮影所、東映太秦映画村、東映俳優養成所が撮影協力）
- 制作：フジテレビ、セントラルアーツ

サブタイトル
1. タイムスリップ!
2. はりつけの女教師
3. ねらわれたナイス・バディ
4. 冒険は愛を育てる
5. 未来へ帰ろう!

### 時をかける少女
- 放送期間：1994年2月19日 - 3月19日（全5話）

キャスト
- 芳山和子：内田有紀 - 都立羽田西高校の2年生。バスケットボール部部員。
- 深町一夫 / ケン・ソゴル：袴田吉彦 - 和子の同級生。27世紀から来た未来人。
- 浅倉吾朗：河相我聞 - 和子の同級生で幼なじみ。実家は銭湯。
- 神谷真理子：鈴木蘭々 - 和子の同級生で親友。
- 芳山美代子：安室奈美恵 - 和子の妹。子供の頃の事件がきっかけで、姉との関係はぎこちない。
- 岡本恵美：菅野美穂 - バスケットボール部のチームメイト。
- 高木君江：山下真希 - 和子の友人でクラスメイト。
- 深町晴夫：塚本信夫 - 深町の父。
- 深町節子：喜多道枝 - 深町の母。
- 浅倉哲治：河原さぶ - 吾朗の父。
- 福島隆司：佐藤B作 - 和子の担任でバスケットボール部の顧問。余命わずかの妻がいる。
- 小松沙織：森口瑤子 - 羽田西高校の英語教師。福島と不倫関係にある。
- 藤原正道：筒井康隆 - 和子の自宅近くの寺の住職。
- 芳山静江：吉沢京子 - 和子の母。
- 芳山勉：森本レオ - 和子の父。空港の整備士。

スタッフ
- 原作：筒井康隆『時をかける少女』
- 脚本：君塚良一
- 音楽：久石譲
- 主題歌：NOKKO『人魚』（Sony Records）
- 選曲：志田博英
- 演出補：二宮浩行、高丸雅隆
- 演出：落合正幸、佐藤祐市
- 企画：石原隆、鈴木吉弘
- プロデュース：塩沢浩二、岩田佑二
- スタジオ：レモンスタジオ
- 制作：フジテレビ

サブタイトル
1. 土曜日の実験室
2. バスルームの告白
3. ファーストキス!
4. ラベンダーの秘密
5. さよなら

| フジテレビ系 土曜20時台                               | フジテレビ系 土曜20時台                  | フジテレビ系 土曜20時台 |
| 前番組                                                | 番組名                                   | 次番組                  |
| ----------------------------------------------------- | ---------------------------------------- | ----------------------- |
| ウッチャンナンチャンの やるならやらねば! ↓ つなぎ番組 | ボクたちのドラマシリーズ （第2シーズン） | ゴールデンタイム        |